# Конці (селище, Ленінградська область)
Конці́ (рос. Концы) — селище в Кіровському районі Ленінградської області, Росія.